# Petra Voge
Petra Voge-Sölter, geborene Petra Sölter (* 23. Oktober 1962 in Elbingerode) ist eine ehemalige deutsche Skilangläuferin, welche zweimal DDR-Meisterin im Einzel und einmal in der Staffel wurde. Sie nahm 1984 für die Deutsche Demokratische Republik an den Olympischen Winterspielen in Sarejevo teil und startete für den ASK Vorwärts Oberhof.

## Karriere
Nachdem sie bei den DDR-Skimeisterschaften 1981 über die 10 Kilometer die Bronzemedaille hinter Barbara Petzold und ihrer Teamkollegin Carola Anding gewonnen hatte, wurde sie gemeinsam mit Carola Anding und Kerstin Moring DDR-Meister in der 3-mal-5-Kilometer-Staffel. Ihre beiden Einzeltitel gewann sie bei den DDR-Skimeisterschaften 1982 über die fünf und die zwanzig Kilometer.
Im Jahr 1984 wurde sie vom Nationalen Olympischen Komitee der DDR für die Olympischen Winterspiele 1984 in Sarajevo nominiert und wurde dort über die fünf Kilometer eingesetzt. In diesem Wettbewerb belegte sie den 36. Platz. Zudem wurde sie in der DDR-Staffel eingesetzt und belegte in der Staffel gemeinsam mit Carola Anding, Ute Noack und Petra Rohrmann den achten Platz.

## Familie
Sie ist mit dem ehemaligen Bobfahrer Ingo Voge verheiratet.